# Moulin de Souvret (ruisseau)
 (août 2014).

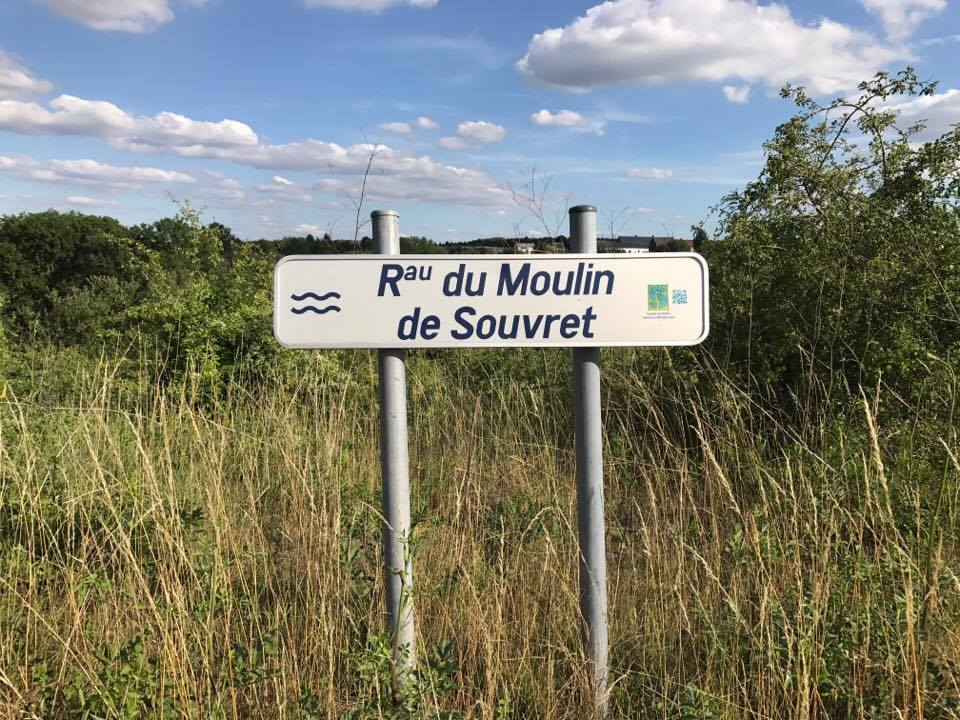
Panneau - Ruisseau du Moulin de Souvret

Le Moulin de Souvret est un petit ruisseau de Belgique qui naît à Souvret, traverse Courcelles, et se jette dans le Piéton à Roux. 
Il a trois affluents: Claire-Fontaine, Hannoy et Préa.

## Moulin de Souvret
50° 26′ 38,9″ N, 4° 20′ 31,8″ E
Le ruisseau Moulin de Souvret naît à 175 mètres d'altitude au Champ du Trou Boulye à Souvret. Il passe sous la rue Croix-Tourne et la rue Madeleine et forme un étang de pêche « Le Palais de la Pêche » au lac Eden-val du Parc de Souvret qui servait de trichon (reserve d'eau) au moulin. La ferme du Haut-Trichon (23 rue Paul Janson 50° 26′ 58,5″ N, 4° 20′ 45,8″ E) en a gardé le nom. Le ruisseau Moulin de Souvret passe sous la rue du Marais, sous la N583, sous la route Ravel n°266 qui emprunte l’ancienne ligne de tramway Piéton - Gosselies (n°59, 63) et Gohyssard - Gosselies (n°64, 61)
remplacée pour partie par des lignes de bus dont la n°63. Le ruisseau Moulin de Souvret passe sous la rue Chenoit, traverse le Prés de Liessies, marque la limite ouest du Château de Rianwelz, passe sous la rue Paul Hulin, traverse le Prés des grands Bails où il reçoit le ruisseau Claire-Fontaine à Courcelles,,.

## Claire-Fontaine
50° 27′ 31,7″ N, 4° 20′ 52,1″ E
Le ruisseau Claire-Fontaine naît à 175 mètres d'altitude au Pont du Fichau au Hameau de Secheron dans la section A de la division n°2 de Courcelles (Puits souterrain: 500 mètres cubes en 24 heures). Il passe sous la rue de Binche et sous la route Ravel n°112A qui emprunte l’ancienne ligne de chemin de fer n°121 Lambusart – Roux. Il passe sous la rue des Gaulx et reçoit le ruisseau Hannoy à Courcelles.

## Hannoy
50° 28′ 00,9″ N, 4° 22′ 11″ E
Le ruisseau Hannoy (ou Jonquière) naît à 175 mètres d'altitude à la Fontaine du Hanoy à Reguignies à Souvret (60 mètres cubes par 24h), traverse le hameau de Gibraltar, passe sous la rue du 28 juin 1919 emprunté par les anciennes lignes de tramway Roux - Marchienne-aux-Pont (n°80, 82, 89) remplacées pour partie par des lignes de bus dont les n°43/83, passe sous la rue de la Jonquière, sous l’ancienne ligne de chemin de fer n°121 Lambusart – Roux et se jette dans le ruisseau Claire-Fontaine à Courcelles.
Le ruisseau Claire-Fontaine marque la limite est du Château de Rianwelz, passe sous la N582 (rue Antoine Carnière), passe sous la rue des Gaulx et se jette dans le ruisseau Moulin de Souvret en formant un gué, wé en langue wallonne, prenant le nom de « ri en wé » ou ruisseau Rianwelz à Courcelles.
Le ruisseau Rianwelz passe sous la rue du Progret à Souvret, et marquant la séparation entre Souvret et Roux, il prend le nom de ruisseau Plomcot. Le ruisseau Plomcot entre dans le village de Roux traverse le Prés de Walleroux et forme l'étang Plomcot à Roux. L'étang Plomcot reçoit un deuxième ruisseau, le ruisseau Préa à Roux.

## Préa
50° 25′ 46,7″ N, 4° 21′ 28,4″ E
Le ruisseau Préa naît à 175 mètres d'altitude dans le Bois du Rognac dans la section A de la division n°17 de Monceau-sur-Sambre où fut tué Oswald Englebin en 1944. Le ruisseau Préa passe sous la rue de Trazenies, sous la N583, sous la rue du Préat, délimite le versant nord du terril Le Martinet de l’ancien triage lavoir de Monceau-Fontaine,. Le Préa passe sous la rue Jules Boulvin où passaient les anciennes lignes de tramway Courcelles - Marc (n°61, 87, 47, 64), Souvret - Gohyssart (n°41, 42) et Roux - Marchienne-aux-Pont (n°84) et remplacées pour partie par des lignes de bus dont par les n°43/83 et se jette dans l’étang de Plomcot à Roux.
Le ruisseau Plomcot passe sous la N584, où passaient les anciennes lignes de tramway Courcelles - Marc (n°61, 87, 47, 64), Souvret - Gohyssart (n°87, 47, 41, 42) et Roux - Marchienne-aux-Pont (n°80, 84, 82, 89), remplacées par les n°43/83. Le ruisseau Plomcot se jette dans le Piéton au lieu-dit des Près des Bancs du Roux à Roux.